# Beutenmühle (Spraitbach)
Beutenmühle ist ein Wohnplatz der Gemeinde Spraitbach im Ostalbkreis in Baden-Württemberg.

## Beschreibung
Der Hof liegt etwa 800 Meter südwestlich des Dorfkerns von Spraitbach am linken Unterhang des Tals des Reichenbachs an einem kleinen Nebenbach aus dem Gewann Bielich.
Naturräumlich liegt der Ort im Welzheimer Wald, genauer an der Grenze vom Hinteren Welzheimer Wald zu den Welzheim-Alfdorfer Platten.

## Geschichte
Erste Erwähnung findet der Ort im Jahre 1420 als „Bytenmühle“. Sie gehörte bis 1438 der Leonhardspflege in Gmünd. Eine „Beutenmühle“ oder „Beutelmühle“ ist eine Getreidemühle mit Beutelgang.
Beim Bau des Reichenbachsees in den 1950er Jahren musste die Mühle umgesiedelt werden. Bis dahin stand die Mühle am heutigen südwestlichen Rand des Sees, heute ungefähr 300 Meter weiter nordnordöstlich. In den folgenden Jahren entwickelte sich der See zu einem Ausflugsziel und die Beutenmühle beherbergte eine Gastwirtschaft.